# Governador Lomanto Júnior
Governador Lomanto Júnior (in passato Barro Preto) è un comune del Brasile nello Stato di Bahia, parte della mesoregione del Sul Baiano e della microregione di Ilhéus-Itabuna.